# 俱利伽羅站
俱利伽羅站（日语：／ Kurikara eki */?）是位於石川縣河北郡津幡町，由IR石川鐵道（IR）及愛之風富山鐵道共同經營的鐵路車站。本站原為JR西日本北陸本線車站，2015年3月14日起因北陸新幹線開業而將平行在來線段交由第三部門鐵道經營，且因本站位於石川縣東邊的邊界，因而撥歸IR石川鐵道。此站名義上是IR石川鐵道和愛之風富山鐵道的公司分界站，但運作模式和位於青森鐵道上目時站相同，沒有任何區間車以此為總站，兩公司列車可直通運轉至對方區域，至於交換職員則設定於石動站進行。
站名源自於附近的佛教高野山真言宗古剎倶利迦羅不動寺，該寺主祀不動明王。本站是現時石川鐵道所有管理車站中，唯一沒有站員駐守的車站。站內但設有售票機。

## 所屬路線
IR石川鐵道
- ■IR石川鐵道線

## 車站結構

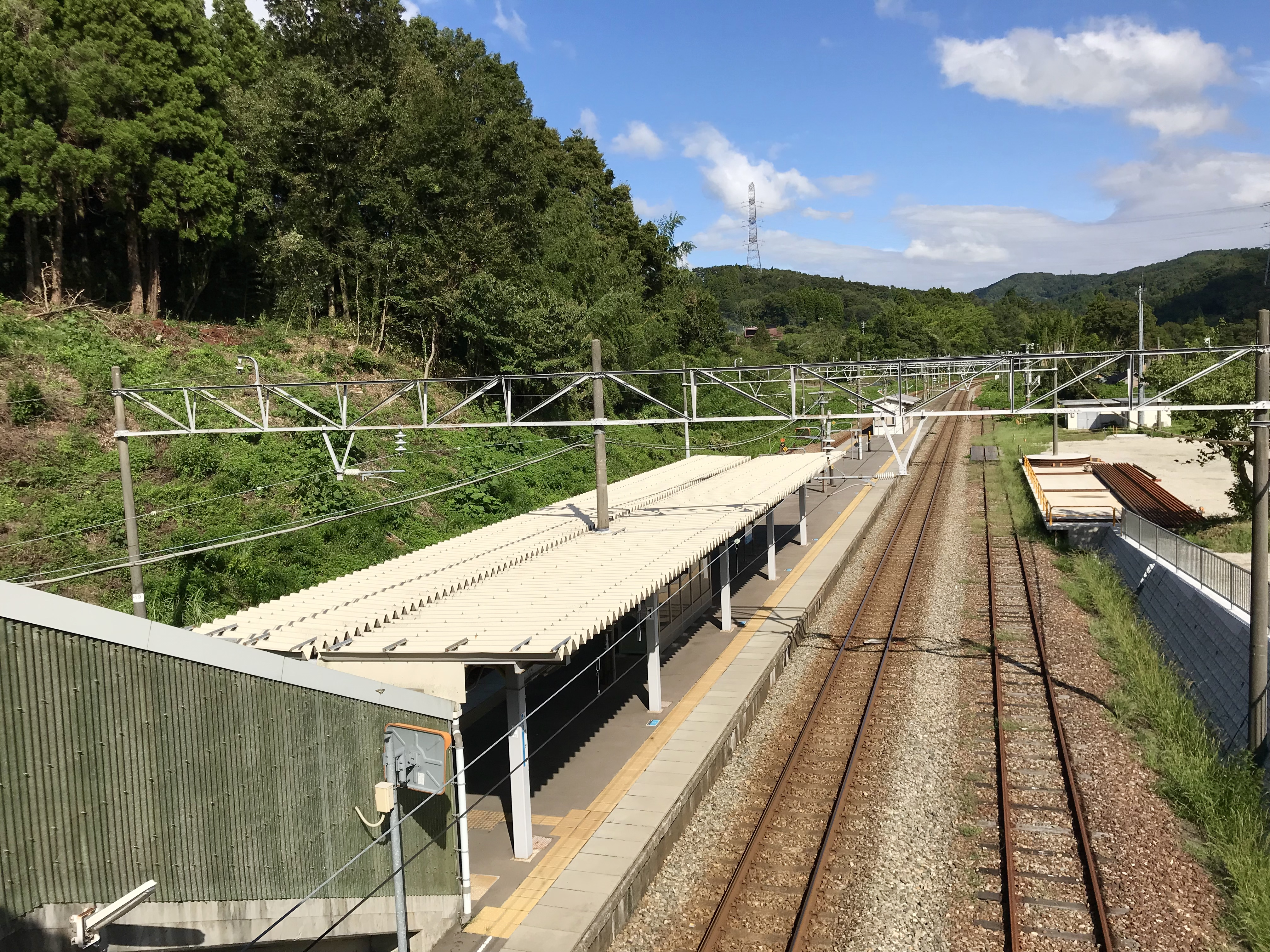
月台(2018年9月)

本站的站房為單層木製站房，是石川鐵道現時管理車站中，唯一以木建成的站房，且自1911年日本國鐵把本站由信號場昇格為車站時便使用至今。右側為兼備站員留宿功用的站務室，並佔據超過一半的站舍總面積，現時因無人化而處於封閉狀態，只作為儲物用途。正門及開放式閘口均設於左側，並與候車大廳共用，大廳內設有簡易式自動售票機及自動販賣機，過去在JR後期因使用人數稀少，售票機被拆走，而當IR接手後售票機得以重新設置。由於IR並不採用單人駕駛模式，因此如乘客在此站下車，車掌會負責在月台上收集車票。通過閘口後，前方架設有跨線行人天橋，通過後便可到達月台。
站內設有島式月台1座，共提供1面2線的配置。兩旁亦各設有中止式側線1條。中央位置設有候車小屋，並透過架設在往津幡方向月台末端的行人天橋連接至站房。

### 月台配置
| 月台 | 路線              | 目的地                                                    |
| ---- | ----------------- | --------------------------------------------------------- |
| 1    | ■IR石川鐵道線     | 金澤方向                                                  |
| 2    | ■愛之風富山鐵道線 | 富山、黑部、泊、直通越後心跳鐵道■日本海翡翠線至糸魚川方向 |

## 歷史
- 1908年12月16日：官設鐵道北陸線津幡～石動間「俱利伽羅信號所」開設。
- 1909年：

- 6月15日：昇格為車站。
- 10月12日：編入北陸本線。

- 1913年10月1日：貨物托取服務開始。
- 1962年8月25日：停止貨物托取服務。
- 1971年10月1日：停止手提行李托取服務。
- 1987年4月1日：日本國鐵分割民營化，車站的營運由西日本繼承。
- 2014年2月11日：月台鈴聲改用「俱利伽羅峠之歌」。
- 2015年3月14日：北陸新幹線開業，車站營運由IR石川鐵道繼承。

## 利用狀況
| 乗車人員推算 | 乗車人員推算 |
| 年度         | 1日平均人數  |
| ------------ | ------------ |
| 2001         | 184          |
| 2002         | 172          |
| 2003         | 170          |
| 2004         | 165          |
| 2005         | 155          |
| 2006         | 148          |
| 2007         | 140          |
| 2008         | 133          |
| 2009         | 120          |
| 2010         | 119          |
| 2011         | 115          |
| 2012         | 114          |
| 2013年       | 109          |
| 2014年       | 82           |
| 2015年       | 3,533        |
| 2016年       | 3,455        |
| 2017年       | 104          |
| 2018年       | 127          |
| 2019年       | 121          |

## 相鄰車站
IR石川鐵道、 愛之風富山鐵道
■IR石川鐵道線、■愛之風富山鐵道線
津幡（IR石川鐵道線）－俱利伽羅－石動（愛之風富山鐵道線）

## 外部連結
- IR石川鐵道俱利伽羅站公式網頁。（日語）